# デジモンセイバーズ
『デジモンセイバーズ』（DIGIMON SAVERS）は、2006年4月2日から2007年3月25日まで、フジテレビ系列で毎週日曜日の午前9時00分-9時30分に放送されたテレビアニメ。デジモンシリーズの第5作目。全48話。DVD全17巻。ナレーションは松野太紀。

## 概要

### 特徴
前作『デジモンフロンティア』以来3年ぶりに再開されたアニメ・デジモンシリーズ第5作。本作品をもってフジテレビ系での放送は一旦終了となり、2020年に『デジモンアドベンチャー:』が放送されるまでは別の放送局での放送となっていた。
前シリーズから間隔が開いたこともあり、ビジュアル面を一新、キャラクターデザインに青井小夜を起用し、主人公たちも小学生から中学生に年齢が上げられている。ストーリーも、デジモンに対抗する組織に主人公・大が入隊し、デジモンの起こす事件やデジモンを利用した事件を戦いを交えて解決するというこれまでにない路線となった。メインスタッフ・歌手陣も一新され、前シリーズとは大きく様変わりをしている。デジタルワールドで育った野生児の人間、デジモン根絶を目論む人間との戦いなど、作風も大幅に変化し、従来のシリーズよりも勢いを重視した展開になっている。その一方で、主人公のパートナーデジモンがアグモンなど、明らかに過去の作品を意識した設定もあるが、デジモンのサイズを全体的に底上げしたことで現実世界におけるデジモンの異質性を演出している。
これらの要素は過去作にはあまりなく、新鮮さを打ち出した反面、整合性の点で粗が目立ち前シリーズまでの「問題を抱えた子供たちの成長の物語」「リアリティのある舞台設定」といった要素は薄い。相手が究極体であろうと、主人公の大が拳で戦おうとするなど、勢いや痛快さを重視した今までに無い展開が多く、「戦うのはデジモンだけで子供は見ているだけ」というスタンスに対する疑問への一つの解答を出した。
シリーズ構成担当の山口亮太によれば、過去のデジモンシリーズですでに子供たちの冒険や仮想生物のシミュレーションはやり切った感があり、まだやっていない「王道少年漫画」路線を目指したという。
本来劇場版として製作された『DIGITAL MONSTER X-evolution』を除くとデジモンシリーズのアニメ作品で、オメガモンがテレビアニメ本編に初登場した作品でもある。
ゲスト声優にタレントの新垣結衣、前田健がレギュラー出演し、他はなわ、ビックスモールン、原口あきまさも出演している。また菊池正美、高橋直純、永野愛、神谷浩史、野沢雅子、高橋広樹など旧作のレギュラー声優の再起用もある。
デジモンシリーズ最後の非ハイビジョン放送作品でもあり、シリーズ初の地上アナログ・デジタル同時放送作品でもある。

### 放送データ
『デジモンアドベンチャー』（無印）-『デジモンフロンティア』の四部作で主題歌を担当していた和田光司が、後期オープニング（OP）を担当。和田も自身のブログにて、暗にファンの要望の多さから今回の復帰が出来たという旨のコメントをしている。デジモンシリーズにおいてOPが途中変更されるのは初のことであるが、そもそもフジテレビ日曜朝9時00分 - 9時30分枠のアニメ作品で、1年以内にOPが途中で変更されるのは異例のケースである。一方で四部作でエンディング（ED）を担当した前田愛（AiM）は今作では前期・後期ともEDは担当しなかった。
シリーズで初めて「アバンタイトル-OP-CM-本編-CM-ED・次回予告」という放送形式となる。これは前番組『金色のガッシュベル!!』の途中から採用された形式を受け継いだものである。アバンタイトルは回を重ねるごとに長くなり、本編中にCMを挟まないこともあって実質的なAパートになっている。また、サブタイトルは当初は本編開始時に表示されていたが、中盤からアバンタイトル開始時に表示されるようになった。この形式は後の『デジモンクロスウォーズ』にも継続された。

### 成績
デジモンシリーズの3年ぶりの新作としてスタートした本作品だが、商業面では『無印』-『フロンティア』の旧作と比較すると視聴率はあまり伸びず、1作のみ単発で再休止となり連続のシリーズとはならなかった。旧シリーズと比べ、アニメ雑誌などへの露出も少なく、玩具、CDグッズの展開も小さかった。
「ウルトラシリーズやスーパー戦隊シリーズのように親子で楽しむほど時間が経っておらず、かといって旧シリーズの延長としては間が空き過ぎてるため、タイミングの悪い時期の放送であった」と山口亮太はコメントしている。
最高視聴率：6.7%、最低視聴率：3.5%、平均視聴率：5.2%
- 2002年からビデオリサーチによる視聴率計測方法が変わったため、2002年以前の作品視聴率とは単純比較出来ない。

## 制作秘話
本作品は様々な特異形質が見受けられる。
- アバンタイトル、オープニングより先にサブタイトル表示（ただし、初期の途中から）。
- 一般的に1分数10秒（おおむね1分30秒）あるオープニング、エンディングだが、本作品では共に1分00秒である。
- Aパート、Bパート間のCMがない（ただし、こちらは前番組『金色のガッシュベル!!』の終盤から採用された方式を受け継いだものである。また、これはOP、EDの形質と共に後番組である『ゲゲゲの鬼太郎（第5作）』にも引き継がれている）。
- 過去4作での主人公の名前のはじめが「タ」または「ダ」だったのに対し、本作品では違っている（なお、大門マサルの名前は、企画書段階では大門コウヘイだった[7]。ちなみにデジモンシリーズの主人公の名前は、フジテレビプロデューサーの名前から名付けられている傾向がある（例：第1作『無印』の八神太一は藤山太一郎から、『02』の本宮大輔は川上大輔からなど。よって本作品の企画書での大門コウヘイは金田耕司から））。
- 主人公がケンカ番長を名乗り、素手でデジモンを殴り倒せるという少し風の変わった内容。
- 主人公がゴーグルを付けていない。
- 主人公とそのパートナーデジモンの声優を男性が務めている。
- デジモンシリーズで唯一、人間界（無印・02では「現実世界」、『テイマーズ』では「リアルワールド」と呼ばれる）の主な舞台が東京都でない（神奈川県横浜市）[8]。

など。
シリーズ構成担当の山口亮太のブログによれば、本作品は「ホビーアニメを脱したいというスタッフの想いで制作された」とのこと。フジテレビに「アニメの常識をひっくり返したい」、「他にはないアニメをつくりたい」というコンセプトのもとに立ち上げたアニメ枠・ノイタミナの作品である『怪 〜ayakashi〜』という作品があり、金田率いるプロデューサーを中心に『怪 〜ayakashi〜』と本作品のスタッフが少なからず共通であり、時期的にスライドという形になっている。
ちなみに、通常は東映アニメーションでは音響監督はつけないが、本作品では音響監督に長崎行男を起用している。
また、フジテレビプロデューサーである金田耕司はアニメージュ2007年8月号でのノイタミナの特集にて、（『DEATH NOTE』や『ゲゲゲの鬼太郎』などの様にアニメ作品が実写化している実状を踏まえて）「なぜそれをアニメでやるのか」、「アニメでしかできないことを追求していきたい」という旨の発言があったが、本作品では、
- 主人公である大が、（究極体などの）巨大なデジモンの顔に殴りかかる時に、普通の人間では絶対に届かない高さまでジャンプする。
- 上記でも触れている通り（大がケンカ番長を名乗るだけあり、戦い慣れしているとはいえ）究極体デジモンを殴り倒せる。
- （攻撃が空回りした時や、敵デジモンの攻撃などによって）大が壁や地面に叩きつけられたにもかかわらず、まだ立ち上がる。
- 本作品全体を通して、（オープニングやBGMなども含め）前半が少し明るい感じに、後半が少しダークで重みがある感じ（ただしエンディングは本編とは裏腹にさっぱりした感じ）になっている（こういった作風の転換は特別に珍しいというわけではないが、これまでの「デジモンシリーズ」にはこういったことはあまり見受けられなかった）。

といった内容から本作品でも金田が発言したノイタミナのコンセプトを受け継いでいることが分かる。
一方で
- 主人公が妹思いかつその妹が不思議な力を持っている。
- 当初は敵対していた人物が仲間になる。
- 序盤はデジモンが人間界に現れ中盤は主要人物達がデジタルワールドに行き終盤の最終決戦が人間界で行われる。
- ロイヤルナイツと敵対する。

など、前4作と共通している点も見られる。
1997年の『中華一番!』以降は金田は企画として関わることが多かったが、本作品では久しぶりにプロデュースに加わった。
これまでの「デジモンシリーズ」とは違い、本作品では主人公を中心に展開していくが、これはプロデューサーである金田耕司の指示によるものである（れいでぃお・あくてびてぃより）。
また、今作のアグモンの手には赤いベルトが巻いてあるが、企画当初は、アグモンに首輪もついていたという。
余談だが、大の母親の小百合役に國府田マリ子を起用したのは、本作品のシリーズディレクター（監督）を務めた伊藤尚往 である。國府田は伊藤がチーフディレクター（監督）を務めた『Kanon』のヒロイン役で出演しており、本作品のシリーズ構成の（『Kanon』でもシリーズ構成を担当した）山口亮太は自身のブログで「全く罪な人だ」と冗談混じりで述べている（なお、國府田は本作品の後半が放送時期が同じである『Kanon』のリメイク作品（制作=TBS、アニメーション制作=京都アニメーション）にも同役で出演している）。また、大の父親大門英の助手をしていた倉田明宏の名字や、（字は違うが）大の母親小百合の名前が『Kanon』の登場人物の倉田佐祐理と同じだったりする。
DATSのオペレーターである黒崎美樹と白川恵のパートナー、ポーンチェスモン（白と黒）は、伊藤が演出、アニメーターとして参加していた『ふたりはプリキュア』を意識していると山口は述べている。また、ララモン役のゆかなもプリキュアの一人（雪城ほのか/キュアホワイト）として出演し、ノイタミナの『怪 〜ayakashi〜』と、その続編である『モノノ怪』にも出演している。後に山口自身も『ドキドキ!プリキュア』のシリーズ構成としてプリキュアシリーズに携わることになった。

## 建造物・地名

### デジタルワールドの建造物・地名
各地には、究極体・完全体がそれぞれテリトリーを持っている。
トンネル
ドリモゲモンのテリトリー。大たちはドリモゲモンによって此処に追い込まれた。
コロシアム
外部内部が全て水晶で出来ている。大たちはドリモゲモンをここに誘い込み、進化したディグモンを倒した。
ザガンダ大森林
ジュレイモンのテリトリー。
谷間
多数のビルが垂直に立ち並ぶ谷間。メタルファントモンのテリトリー。
流れ者の岬
過去にデジタルワールド探検隊が拠点としていたと思われる岬。デジモンたちからは、忌み嫌われている。洋館が逆さ向きに建てられていた。デジタルワールドの病原体に対するワクチンが残されていた。
後にバンチョーレオモンがデジソウル道場を建てる。この道場に入ると結界が張られ、外に出ることができなくなってしまう。
無限氷壁
メルクリモンのテリトリー（要塞）。玉座の後ろに、人間界へと繋がるデジタルゲートがある。
聖なる都
エルドラディモンの甲羅に乗せた街のこと。後に倉田の策略により消滅。
暁の丘
聖なる都の戦いにおいての倉田軍団の拠点。
巨大樹
イグドラシルのテリトリー。デジタルワールドを統括するメインサーバーであり（蔓は光ファイバーケーブルでできている）、デジタルワールド中の情報が集結している。

### 作中に登場した実在する建造物・地名
神奈川県横浜市（主に横浜みなとみらい21および本牧周辺）が主な舞台である。実際湯島・薩摩は神奈川県警察出身であった。
横浜港大さん橋国際旅客ターミナル
デジモン事件の捜査組織「DATS」の本部（建物は実在しない）
港の見える丘公園
第1話で大とアグモンが殴り合いをした場所
横浜マリンタワー
第1話で大がアグモンを匿っていた場所
横浜市立大鳥中学校
大が通っている中学校（アニメでは「鳳学園」となっている）
富士山山頂
バンチョーレオモンはここに自身のデジソウルで柱を作り、デジタルワールドと人間界の激突を食い止めた（第40話の冒頭で説明あり）。後にイグドラシルとの最終決戦の場所となる。

## スタッフ
- 原案 - 本郷あきよし
- 連載 - 「Vジャンプ」（集英社）
- シリーズディレクター - 伊藤尚往
- シリーズ構成 - 山口亮太
- キャラクターデザイン - 青井小夜
- 総作画監督 - 浅沼昭弘
- 美術デザイン - 渡辺佳人
- 色彩設計 - 板坂泰江
- 音響監督 - 長崎行男
- 音楽 - 奥慶一
- 音楽協力 - インデックスミュージック、フジパシフィック音楽出版、東映アニメーション音楽出版
- CGディレクター - 野口光一
- デジタルモンスターデザイン協力 - ウィズ
- プロデューサー - 金田耕司・高瀬敦也（フジテレビ）、池田慎一、梅澤淳稔・柴田宏明
- 制作協力 - 東映
- 制作 - フジテレビ、読売広告社、東映アニメーション

## 主題歌
オープニング
「強ing! Going! My soul!!」（1話 - 29話）
歌 - ダイナマイトSHU / 作詞 - 比留間徹 / 作曲 - POM / 編曲 - 渡部チェル
- 最終話ではエンディングとして使われた。

「ヒラリ」（30話 - 最終話、番外編）
歌・作詞 - 和田光司 / 作曲 - Ikuo / 編曲 - SPM@
- 第45話では挿入歌としても使われた。

エンディング
「One Star」（1話 - 24話）
歌 - 伊藤陽佑 / 作詞 - 榊原智子 / 作曲 - POM / 編曲 - 大野宏明
「流星」（25話 - 47話、番外編）
歌 - MiyuMiyu / 作詞・作曲 - yukiko / 編曲 - 三宅一徳

挿入歌「Believer」（1 - 10・13・15・17・25・29・33・38・42・44・46・48話、番外編）
歌 - Ikuo / 作詞 - 山田ひろし / 作曲・編曲 - 太田美知彦

## 各話リスト
| 話数   | サブタイトル                                          | 脚本       | (絵コンテ) 演出     | 作画監督          | 美術     | 放送日        | 視聴率 |
| ------ | ----------------------------------------------------- | ---------- | ------------------- | ----------------- | -------- | ------------- | ------ |
| 1      | 俺が大だ! コカトリモン襲来                            | 山口亮太   | 伊藤尚往            | 浅沼昭弘          | 渡辺佳人 | 2006年 4月2日 | 5.6%   |
| 2      | 燃えろ怒りのデジソウル 闇にひそむフライモン           | 山口亮太   | 深澤敏則            | 八島善孝          | 清水哲弘 | 4月9日        | 6.3%   |
| 3      | 帰ってきた天才トーマ! メラモンをぶっとばせ            | 横手美智子 | 佐々木憲世          | 出口としお        | 渡辺佳人 | 4月16日       | 5.9%   |
| 4      | 新チーム初出動! ドリモゲモンを追え!                   | 稲荷明比古 | 山田徹              | 伊藤智子          | 徳重賢   | 4月23日       | 5.8%   |
| 5      | デジタルワールド突入! ドリモゲモンの罠                | 大和屋暁   | 土田豊              | 上野ケン          | 清水哲弘 | 4月30日       | 6.7%   |
| 6      | 大・アグモンコンビ解消!? 疾風ガルルモン               | 稲荷明比古 | 畑野森生            | 清山滋崇          | 渡辺佳人 | 5月7日        | 5.2%   |
| 7      | トーマの休日 爆裂ボンバーナニモン                     | 大和屋暁   | 中尾幸彦            | 信実節子          | 清水哲弘 | 5月14日       | 5.6%   |
| 8      | ヨシノ玉の輿ゲット!? クリサリモンの影                 | 山口亮太   | 今沢哲男            | 八島善孝          | 渡辺佳人 | 5月21日       | 5.8%   |
| 9      | トーマ栄光なき戦い 暗躍トゲモン                       | 大和屋暁   | 深澤敏則            | 出口としお        | 徳重賢   | 5月28日       | 4.7%   |
| 10     | マサル人生最悪の日 いたずらソウルモン                 | 横手美智子 | 門田英彦            | 伊藤智子          | 清水哲弘 | 6月4日        | 4.4%   |
| 11     | 親子の絆を取り戻せ イビルモンの幻惑                   | 稲荷明比古 | 山田徹              | 竹田欣弘          | 渡辺佳人 | 6月18日       | 4.0%   |
| 12     | 知香はボクが守る! ピヨモンの決意                      | 山口亮太   | 土田豊              | 清山滋崇          | 清水哲弘 | 6月25日       | 4.3%   |
| 13     | マサル新たなる力 進化! ライズグレイモン               | 山口亮太   | 佐々木憲世          | 浅沼昭弘          | 徳重賢   | 7月2日        | 6.1%   |
| 14     | デジモン少年イクト 森の番人ジュレイモン               | 稲荷明比古 | 伊藤尚往            | 青井小夜          | 渡辺佳人 | 7月9日        | 5.0%   |
| 15     | 母さんの思い出 吠えろマッハガオガモン                 | 大和屋暁   | 畑野森生            | 八島善孝          | 清水哲弘 | 7月23日       | 4.2%   |
| 16     | 仲間はファルコモン!? モーレツ! ブロッサモン           | 横手美智子 | 中尾幸彦            | 信実節子          | 渡辺佳人 | 7月30日       | 4.3%   |
| 17     | 奇跡を呼ぶ歌声 ライラモン進化                         | 山口亮太   | 今沢哲男            | 伊藤智子          | 清水哲弘 | 8月6日        | 3.8%   |
| 18     | DATSチーム全滅!? 激突メルクリモン                     | 稲荷明比古 | 深澤敏則            | 出口としお        | 渡辺佳人 | 8月13日       | 4.3%   |
| 19     | 標的はイクト!? ゴツモンの企み                         | 大和屋暁   | 門田英彦            | 清山滋崇          | 徳重賢   | 8月20日       | 3.7%   |
| 20     | 母親を救え、イクト ハグルモンの檻                     | 山口亮太   | 佐々木憲世          | 竹田欣弘          | 清水哲弘 | 8月27日       | 3.5%   |
| 21     | 人間界大パニック デジモン軍団進撃                     | 大和屋暁   | (今沢哲男) 中尾幸彦 | 八島善孝          | 渡辺佳人 | 9月3日        | 4.5%   |
| 22     | 倒せ究極体! 怒涛サーベルレオモン                      | 横手美智子 | 土田豊              | 伊藤智子          | 清水哲弘 | 9月10日       | 5.3%   |
| 23     | 再び、デジタルワールドへ インセキモン大暴れ           | 稲荷明比古 | 中尾幸彦            | 青井小夜          | 渡辺佳人 | 9月17日       | 4.8%   |
| 24     | 明かされる過去 非情! ギズモン:AT                      | 山口亮太   | 今沢哲男            | 浅沼昭弘 竹田欣弘 | 徳重賢   | 9月24日       | 5.0%   |
| 25     | 倉田の野望をくだけ 飛翔ヤタガラモン                   | 山田健一   | 畑野森生            | 出口としお        | 清水哲弘 | 10月1日       | 5.2%   |
| 26     | マサル記憶消去 失われた絆                             | 山口亮太   | 深澤敏則            | 清山滋崇          | 渡辺佳人 | 10月8日       | 5.5%   |
| 27     | 倉田を追え デジモン殲滅作戦始動!                      | 稲荷明比古 | (伊藤尚往) 園田誠   | 仲條久美          | 清水哲弘 | 10月15日      | 5.7%   |
| 28     | 進化不可能! デジヴァイス崩壊                          | 山田健一   | 門田英彦            | 伊藤智子          | 渡辺佳人 | 10月22日      | 4.7%   |
| 29     | よみがえるデジヴァイス 新たなる輝き                   | 大和屋暁   | 佐々木憲世          | 八島善孝          | 徳重賢   | 10月29日      | 4.9%   |
| 30     | とらわれの大 聖なる都の罠                             | 山口亮太   | 中尾幸彦            | 信実節子          | 清水哲弘 | 11月5日       | 4.4%   |
| 31     | 天才対決! トーマVSナナミ                              | 稲荷明比古 | 土田豊              | 竹田欣弘          | 渡辺佳人 | 11月12日      | 4.4%   |
| 32     | 猛攻倉田軍団 聖なる都を守れ                           | 山田健一   | 畑野森生            | 上野ケン          | 清水哲弘 | 11月19日      | 4.9%   |
| 33     | 最後の決戦! 聖、究極進化                              | 大和屋暁   | 園田誠              | 清山滋崇          | 渡辺佳人 | 11月26日      | 5.5%   |
| 34     | 訣別の日 最強の敵・トーマ!                            | 横手美智子 | 深澤敏則            | 出口としお        | 徳重賢   | 12月3日       | 5.5%   |
| 35     | 破滅のパワー シャイングレイモン暴走                   | 山口亮太   | 伊藤尚往            | 浅沼昭弘 信実節子 | 清水哲弘 | 12月10日      | 5.9%   |
| 36     | 魔王ベルフェモン復活                                  | 稲荷明比古 | 門田英彦            | 八島善孝          | 渡辺佳人 | 12月17日      | 5.4%   |
| 37     | 目覚めよアグモン ベルフェモンを倒せ!                  | 山田健一   | 佐々木憲世          | 竹田欣弘          | 清水哲弘 | 12月24日      | 5.1%   |
| 38     | バーストモード 究極を超える力                         | 大和屋暁   | 地岡公俊            | 青井小夜          | 徳重賢   | 2007年 1月7日 | 6.2%   |
| 39     | 人間界消滅! イグドラシルの決断                        | 稲荷明比古 | 中尾幸彦            | 上野ケン          | 渡辺佳人 | 1月14日       | 6.6%   |
| 40     | 最強騎士団 ロイヤルナイツ集結!                        | 山口亮太   | 土田豊              | 清山滋崇          | 清水哲弘 | 1月21日       | 5.9%   |
| 41     | 拳でたしかめろ! 父さんの想い                          | 山田健一   | 畑野森生            | 八島善孝          | 渡辺佳人 | 1月28日       | 6.5%   |
| 42     | トーマ決意のバーストモード                            | 横手美智子 | 深澤敏則            | 伊藤智子          | 清水哲弘 | 2月4日        | 5.5%   |
| 43     | 力こそ正義! 獣騎士ドゥフトモン                        | 稲荷明比古 | 園田誠              | 出口としお        | 徳重賢   | 2月11日       | 5.9%   |
| 44     | 砕け! クレニアムモンの最強の盾                        | 大和屋暁   | 門田英彦            | 仲條久美          | 渡辺佳人 | 2月25日       | 5.7%   |
| 45     | 男と男のタイマン勝負! 大VS英                          | 山口亮太   | 中尾幸彦            | 竹田欣弘          | 清水哲弘 | 3月4日        | 5.3%   |
| 46     | 衝撃! バンチョーレオモンの真実                        | 山口亮太   | 佐々木憲世          | 清山滋崇          | 渡辺佳人 | 3月11日       | 6.4%   |
| 47     | 未来を守れ! DATS最後の戦い                            | 山口亮太   | (八島善孝) 深澤敏則 | 八島善孝          | 清水哲弘 | 3月18日       | 5.8%   |
| 48     | 完全決着! さらばケンカ番長                            | 山口亮太   | 伊藤尚往            | 青井小夜          | 渡辺佳人 | 3月25日       | 5.9%   |
| 総集編 | アグモン! ガオモン! ララモン! 爆裂! 場外ラストバトル! | -          | 伊藤尚往            | 青井小夜          | 渡辺佳人 | -             | -      |

フジテレビ系のデジモンシリーズでは本作のみ50話に達していない。

## 放送局
放送時間は特筆の無い限り2006年12月中旬 - 2007年1月上旬時点。
| 放送地域      | 放送局             | 放送期間                                              | 放送日時                            | 遅れ       |
| ------------- | ------------------ | ----------------------------------------------------- | ----------------------------------- | ---------- |
| 関東広域圏    | フジテレビ ※       | 2006年4月2日 - 2007年3月25日                          | 日曜 9:00 - 9:30                    | 制作局     |
| 北海道        | 北海道文化放送     | 2006年4月2日 - 2007年3月25日                          | 日曜 9:00 - 9:30                    | 同時ネット |
| 岩手県        | 岩手めんこいテレビ | 2006年4月2日 - 2007年3月25日                          | 日曜 9:00 - 9:30                    | 同時ネット |
| 宮城県        | 仙台放送           | 2006年4月2日 - 2007年3月25日                          | 日曜 9:00 - 9:30                    | 同時ネット |
| 山形県        | さくらんぼテレビ   | 2006年4月2日 - 2007年3月25日                          | 日曜 9:00 - 9:30                    | 同時ネット |
| 新潟県        | 新潟総合テレビ     | 2006年4月2日 - 2007年3月25日                          | 日曜 9:00 - 9:30                    | 同時ネット |
| 石川県        | 石川テレビ         | 2006年4月2日 - 2007年3月25日                          | 日曜 9:00 - 9:30                    | 同時ネット |
| 長野県        | 長野放送           | 2006年4月2日 - 2007年3月25日                          | 日曜 9:00 - 9:30                    | 同時ネット |
| 静岡県        | テレビ静岡         | 2006年4月2日 - 2007年3月25日                          | 日曜 9:00 - 9:30                    | 同時ネット |
| 福岡県        | テレビ西日本       | 2006年4月2日 - 2007年3月25日                          | 日曜 9:00 - 9:30                    | 同時ネット |
| 佐賀県        | サガテレビ         | 2006年4月2日 - 2007年3月25日                          | 日曜 9:00 - 9:30                    | 同時ネット |
| 中京広域圏    | 東海テレビ         | 2006年4月7日 - 2007年3月30日                          | 金曜 16:00 - 16:30                  | [ 10 ]     |
| 広島県        | テレビ新広島       | 2006年4月7日 - 2007年3月30日                          | 金曜 16:30 - 17:00                  |            |
| 富山県        | 富山テレビ         | 2006年4月8日 - 2007年3月31日                          | 土曜 6:30 - 7:00                    |            |
| 岡山県 香川県 | 岡山放送           | 2006年4月9日 - 2007年4月1日                           | 日曜 9:30 - 10:00                   |            |
| 熊本県        | テレビ熊本         | 2006年4月13日 - 2007年4月5日                          | 木曜 15:30 - 16:00                  |            |
| 島根県 鳥取県 | 山陰中央テレビ     | 2006年4月13日 - 2007年4月5日                          | 木曜 16:25 - 16:54                  |            |
| 近畿広域圏    | 関西テレビ         | 2006年4月14日 - 9月29日 2006年10月7日 - 2007年3月31日 | 金曜 16:26 - 16:54 土曜 6:30 - 7:00 |            |
| 愛媛県        | テレビ愛媛         | 2006年4月23日 - 2007年4月15日                         | 日曜 6:30 - 7:00                    |            |
| 福井県        | 福井テレビ         | 2006年4月25日 - 2007年4月25日                         | 火曜 16:27 - 16:54                  |            |
| 鹿児島県      | 鹿児島テレビ       | 2006年5月2日 - 2007年4月17日                          | 火曜 15:30 - 16:00                  |            |
| 高知県        | 高知さんさんテレビ | 2006年5月9日 - 2007年5月1日                           | 火曜 15:25 - 15:55                  |            |
| 長崎県        | テレビ長崎         | 2006年5月10日 - 2007年4月11日                         | 水曜 15:30 - 16:00                  |            |
| 秋田県        | 秋田テレビ         | 2006年5月17日 - 2007年4月25日                         | 水曜 16:25 - 16:54                  |            |
| 宮崎県        | テレビ宮崎         | 2006年6月2日 - 2007年5月4日                           | 金曜 16:25 - 16:54                  |            |
| 福島県        | 福島テレビ         | 2006年7月14日 - 2007年7月26日                         | 金曜 15:30 - 16:00                  |            |
| 日本全域      | BSフジ             | 2006年10月1日 -                                       | 日曜 10:30 - 11:00                  |            |

※系列局のテレビ大分と沖縄テレビではネットされなかった。
| フジテレビ 日曜朝9:00 - 9:30枠                        | フジテレビ 日曜朝9:00 - 9:30枠                      | フジテレビ 日曜朝9:00 - 9:30枠                           |
| 前番組                                                | 番組名                                              | 次番組                                                   |
| ----------------------------------------------------- | --------------------------------------------------- | -------------------------------------------------------- |
| 金色のガッシュベル!! （2003年4月6日 - 2006年3月26日） | デジモンセイバーズ （2006年4月2日 - 2007年3月25日） | ゲゲゲの鬼太郎（第5作） （2007年4月1日 - 2009年3月29日） |

## 劇場版

### 『デジモンセイバーズ THE MOVIE 究極パワー!バーストモード発動!!』
2006年12月9日公開。上映時間20分。DVDは2007年4月25日発売。BDは本作品を含む全作品を収録したデジモン映画のBD-BOX『DIGIMON MOVIE COLLECTION 1999-2006』が2015年1月9日発売。

#### ストーリー（劇場版）
アルゴモンの強大な力によって、永遠の眠りについてしまう大たち。アグモン・ララモン・ガオモンは大たちを救うため、アルゴモンに立ち向かう。

#### 概要（劇場版）
- 前作、劇場版『デジモンフロンティア 古代デジモン復活!!』以来、4年ぶりの映画。
- デジモンシリーズでは初めて冬に公開された映画。
- アニメ映画『映画 ふたりはプリキュア Splash Star チクタク危機一髪!』と同時に公開された。
- 本作品では珍しくほとんど人間キャラが登場せず、パートナーデジモンがメインとなっている。
- 人間がいないため、終盤まで主役3匹は進化することができず、ゆえに成長期による激しいアクションシーンが繰り広げられるのが本作品の特徴である。
- 進化シーンはバンク風ではなく、デジタマのような光に包まれ一瞬で完了する。その描写はテイマーズの成長期⇒成熟期の進化シーンに似ている。
- キャラクターデザイン・総作画監督が山室直儀であるためか、アニメ『冒険王ビィト』に近いキャラクターデザインとなっている（本来のキャラクターデザイン・青井小夜は劇場版ではオリジナルキャラクターデザインの扱いとなる）。
- EDにはNG集があるなど、香港映画をモチーフにしたような内容。
- ほぼ常に繰り広げられている豪快なアクションシーンが特徴であるが、同時上映の短編ということもあって話自体はとてもあっさりしており、リズムが果たしてどういった存在なのかは、明かされていない。
- CMでは前期OPが流れていたが、映画では後期OPがEDとして流された。

#### 登場人物
リズム
声 - 矢島晶子
アルゴモンを止めるため、アグモンたちと共に行動する少女。その正体は人間の姿をしたデジモン。事件解決後後、アグモンにキスをして、デジタルワールドに帰って行った。
アルゴモン
声 - はなわ
人間たちを憎み眠りにつかせた凶悪デジモン。完全体デジモンであり、後に究極体へ進化する。

#### スタッフ（劇場版）
- 監督 - 長峯達也
- 脚本 - 山口亮太
- 作画監督 - 山室直儀
- 美術監督 - 渡辺佳人
- 製作 - DSTM製作委員会（東映アニメーション、バンダイ）

### 3D映画
『デジモンセイバーズ3D デジタルワールド危機イッパツ!』
2006年7月8日-2008年6月29日にサンリオピューロランドの「夢のタイムマシン」などで上映された3DCG映画。
2009年10月3日には「とびだす!3D東映アニメまつり」として再上映された。
2010年2月21日には、本作品を含む4作品セットのDVD『CG東映アニメまつり』が発売。立体映像ではなく通常映像での収録となる。
2015年1月9日には、本作品を含む全作品を収録したデジモン映画のBD-BOX『DIGIMON MOVIE COLLECTION 1999-2006』が発売。立体映像と通常映像両方収録されており、選択することが出来る。
スタッフ
- 原案 - 本郷あきよし
- CG製作 - 東映アニメーション
- CG制作協力 - ポリゴン・ピクチュアズ、シムイメージ
- CG監督 - 西川和宏
- 演出 - 中村哲治

キャスト
- アグモン - 松野太紀
- ガオモン - 中井和哉
- ララモン - ゆかな
- クルモン - 金田朋子

『デジモンテイマーズ』のとは別個体だが、声と性格は同じ。
- テントモン - 櫻井孝宏（ノンクレジット）

『デジモンアドベンチャー』のとは別個体だが、関西弁で話す点や声は同じ。売店の店長として登場。
他にもバケモンやブラキモンなどが登場しているが、全員ノンクレジット。

## 関連CD

### マキシシングル
- 『強ing!Going!My Soul!!』 歌 - ダイナマイトSHU 2006年5月31日発売
- 『One Star』 歌 - 伊藤陽佑 2006年5月31日発売
- 『Believer』 歌 - IKUO 2006年6月28日発売
- 『流星』 歌 - MiyuMiyu 2006年11月22日発売
- 『ヒラリ』 歌 - 和田光司 2006年12月21日発売

### アルバム
- 『デジモンセイバーズ オリジナル サウンドトラック』 音楽 - 奥慶一 2006年8月2日発売
本作の主題歌、BGM等を収録。
- 『デジモンセイバーズ ベストヒッツ+キャラクターニューソングス』 2007年4月18日発売
主題歌、挿入歌計5曲と、大、アグモンらのキャラクターソング収録。
- 『デジモンセイバーズ フラッシュ・バック！』 2008年8月1日発売
ディスク2枚組。キャラクターソングに加え、サウンドトラックに収録されなかった本編BGMを収録。

## DVD
（）はジャケットを飾るキャラクター。放送終了以降は2巻同時発売となる。
1. 『デジモンセイバーズ vol.01』1話・2話収録（大&アグモン・ジオグレイモン）2006年9月29日発売
2. 『デジモンセイバーズ vol.02』3話 - 5話収録（トーマ&ガオモン・ガオガモン）2006年10月27日発売
3. 『デジモンセイバーズ vol.03』6話 - 8話収録（淑乃&ララモン・サンフラウモン）2006年11月24日発売
4. 『デジモンセイバーズ vol.04』9話 - 11話収録（黒崎・白川&ポーンチェスモン黒・白）2006年12月22日発売
5. 『デジモンセイバーズ vol.05』12話 - 14話収録（イクト&ファルコモン・ペックモン）2007年1月26日発売
6. 『デジモンセイバーズ vol.06』15話 - 17話収録（大&ライズグレイモン）2007年2月23日発売
7. 『デジモンセイバーズ vol.07』18話 - 20話収録（トーマ&マッハガオガモン）2007年3月23日発売
8. 『デジモンセイバーズ vol.08』21話 - 23話収録（淑乃&ライラモン）2007年4月25日発売
9. 『デジモンセイバーズ vol.09』24話 - 26話収録（イクト&ヤタガラモン）2007年4月25日発売
10. 『デジモンセイバーズ vol.10』27話 - 29話収録（大&バンチョーレオモン）2007年5月25日発売
11. 『デジモンセイバーズ vol.11』30話 - 32話収録（聖・イワン・ナナミ）2007年5月25日発売
12. 『デジモンセイバーズ vol.12』33話 - 35話収録（大・トーマ&ミラージュガオガモン）2007年6月22日発売
13. 『デジモンセイバーズ vol.13』36話 - 38話収録（イクト&レイヴモン）2007年6月22日発売
14. 『デジモンセイバーズ vol.14』39話 - 41話収録（大&シャイングレイモンバーストモード）2007年7月27日発売
15. 『デジモンセイバーズ vol.15』42話 - 44話収録（トーマ&ミラージュガオガモンバーストモード）2007年7月27日発売
16. 『デジモンセイバーズ vol.16』45話 - 47話収録（淑乃&ロゼモンバーストモード）2007年8月24日発売
17. 『デジモンセイバーズ vol.17』48話・総集編収録（大&アグモン・淑乃&ララモン・トーマ&ガオモン・イクト&ファルコモン）2007年8月24日発売

## 脚註
1. ↑  『デジモンクロスウォーズ』はテレビ朝日系列、『デジモンユニバース アプリモンスターズ』はテレビ東京系列で放送。
2. ↑  大きさの対比の一例として、「デジモン10th ANNIVERSARY-夢への架け橋-」のジャケットで、太一のアグモンが大の頭に飛びついているというものがある。
3. 1 2  れいでぃお・あくてぃびてぃ内BBS#178 Archived 2013年7月15日, at the Wayback Machine.
4. ↑  厳密に言うと『デジモンアドベンチャー02』27話にも光子郎の回想シーンの中に登場しているが、この時は台詞はない。
5. ↑  光司広場
6. ↑  ただし、『デジモンクロスウォーズ』ではエンディングが存在しない。
7. ↑  シリーズ構成担当の山口亮太のブログ『れいでぃお・あくてびてぃ』より
8. 1 2  新紀元社「デジモンシリーズ メモリアルブック デジモンアニメーションクロニクル」（2010年2月23日発売） ISBN 9784775307496 p.311
9. ↑  『アニメディア』2007年1月号『TV STATION NETWORK』（テレビ局ネットワーク）102 - 104頁。
10. ↑  前後番組の時間拡大（ドラマ再放送の初回・最終回など）時には木曜日などの同時間に変更されることもあった。
11. ↑  『北日本新聞』2006年4月8日、2007年3月31日付朝刊、テレビ欄。